# 禁断のエチュード マルグリットとジュリアン
『禁断のエチュード マルグリットとジュリアン』（きんだんのエチュード マルグリットとジュリアン、フランス語: Marguerite et Julien）は、ヴァレリー・ドンゼッリが監督した、2015年のフランスのドラマ映画。近親相姦関係の兄妹を扱っている。この映画は、17世紀に近親相姦と姦通のために処刑された貴族階級の兄妹ラヴァレ家のジュリアンとマルグリットを題材として、ジャン・グリュオーがフランソワ・トリュフォーのために書いた1970年代の脚本を基にしている。この作品は第68回カンヌ国際映画祭でパルム・ドールをかけて出品された。